# María Dolores Acevedo
María Dolores Acevedo (n. 1932 a Monforte de Lemos, Galícia - f. 1998 en Lleó (Castella i Lleó),), va ser una escriptora espanyola de més de 150 novel·les entre 1956 i 1974, principalment del gènere de novel·les roses, encara que també va escriure algunes novel·les de l'oest sota el pseudònim de May Miller. Moltes de les seves novel·les van ser traduïdes al portuguès.